# موزخوار راس
موزخوار راس (نام علمی: Musophaga rossae) نام یک گونه از سرده موزخوارها است.